# 太陽王〜ル・ロワ・ソレイユ〜
『太陽王 〜ル・ロワ・ソレイユ〜』（たいようおう ル・ロワ・ソレイユ、原題：Le Roi Soleil）は、宝塚歌劇団のミュージカル作品。ドーヴ・アチアとアルベール・コーエンがプロデューサーを務めたフレンチ・ロック・ミュージカル『ル・ロワ・ソレイユ』の宝塚歌劇版。脚本・演出は木村信司。2005年にフランスのパリで初演され、8年間フランスの最高興行記録を打ち立てたミュージカルを、日本初演・宝塚初演で柚希礼音率いる星組が演じた。

## あらすじ
わずか4歳でフランス王国の国王に即位し、長く傀儡政権であった王が自立し、「朕は国家なり」との言葉を残し、絶対君主となった時に最も高い場所に上り詰めたルイ14世。彼は国王であるがため孤独と闘いながら、国王として愛されるのではなく1人の人間として愛されるために多くの女性が存在した。ヴェルサイユ宮殿の建設や、王立バレエ・アカデミーを創立した彼の築いた愛とは、いったい何だったのか……。

## スタッフ
- 脚本・演出：木村信司
- 音楽監督・編曲：長谷川雅大
- 編曲：手島恭子
- 振付：羽山紀代美/麻咲梨乃/KAZUMI-BOY
- 装置：大田創
- 衣装：有村淳
- 照明：勝柴次朗
- 音響：大坪正仁
- 小道具：増田恭兵
- 歌唱指導：楊淑美
- 演出助手：上田久美子
- 衣装補：加藤真美
- 舞台進行：香取克英
- 舞台美術製作：株式会社宝塚舞台
- 録音演奏：宝塚ニューサウンズ
- 制作：渡辺裕
- 制作補：西山晃浩
- 制作・著作：宝塚歌劇団
- 主催：阪急電鉄株式会社
- 特別協力：Bunkamura

## 出演者一覧
※宝塚公式ページのデータを参照
- 万里柚美
- 毬乃ゆい
- 柚希礼音
- 十輝いりす
- 紅ゆずる
- 壱城あずさ
- 如月蓮
- 海隼人
- 汐月しゅう
- 優香りこ

- 大輝真琴
- 愛水せれ奈
- 妃白ゆあ
- 真風涼帆
- 輝咲玲央
- 瀬稀ゆりと
- 夢妃杏瑠
- 夏樹れい
- 夢城えれん
- 十碧れいや

- 珠華ゆふ
- 麻央侑希
- 漣レイラ
- 毬愛まゆ
- ひろ香祐
- 妃海風
- 紫りら
- 音咲いつき
- 綺咲愛里
- 紫藤りゅう

- 五條まりな
- 白鳥ゆりや
- 華鳥礼良
- 桃堂純
- 凰羽みらい
- 天華えま
- 綾凰華
- 美都くらら

## 主な配役
- ルイ14世：柚希礼音
- アンヌ：万里柚美
- テレーズ：毬乃ゆい
- マザラン：十輝いりす
- ムッシュー：紅ゆずる
- モンテスパン夫人：壱城あずさ
- マリー＝テレーズ：優香りこ
- オルタンス：愛水せれ奈
- マリー＝アンヌ：妃白ゆあ
- ボーフォール：真風涼帆
- モリエール：瀬稀ゆりと
- イザベル：夢妃杏瑠
- ラ・ヴォワザン：夏樹れい
- コルベール：十碧れいや
- テュレンヌ：麻央侑希
- フランソワーズ・ドビニェ：妃海風
- マリー・マンシーニ：綺咲愛里

## セットリスト
- 第1幕
  1. フランス人なら（CONTRE CEUX D’EN HAUT）
  2. 決められた道（ÊTRE A LA HAUTEUR）
  3. お気楽者は最高（ÇA MARCHE）
  4. 愛の行方（OU CA MENE）
  5. 死せる者へと（QU’AVONS NOUS FAIT DE VOUS）
  6. 王冠を戴くなんて（A QUI LA FAUTE）
  7. 大切なひとよ（JE FAIS DE TOI MON ESSENTIEL）
  8. マザランとマリー（S’AIMER EST INTERDIT）
  9. 別れ -私の人生（JE SERAI A LUI）
- 第2幕
  1. 旅路へと（REPARTIR）
  2. 太陽のごとく輝け（POUR ARRIVER A MOI）
  3. 感覚がすべて（GESTE DE VOUS UN）
  4. 闇の中で（LE BAL DES MONSTRES）
  5. ひとこと（ENCORE DU TEMPS）
  6. 空と大地の狭間で（ENTRE CIEL ET TERRE）
  7. 私は私を（PERSONNE N’EST PERSONNE）
  8. 黒ミサ -手にしたもの（J’EN APPELLE）
  9. 逮捕（L’ARRESTATION）
  10. レクイエム（安息を） (REQUIEM AETERNAM）
  11. 見せかけのヴェルサイユ（ET VICE VERSAILLES）
  12. そばにいて欲しい（LA VIE PASSE）
  13. 時はただ（TANT QU’ON REVE ENCORE）